# Emblema di Capo Verde
L'emblema nazionale di Capo Verde contiene un cerchio all'interno del quale è scritto il nome della nazione in portoghese e anche una torcia e un triangolo, simboli di libertà e di unità nazionale.
Il cerchio è circondato da dieci stelle, che rappresentano le isole di Capo Verde, ed è simile alla simbologia sulla bandiera di Capo Verde. Nella parte superiore dello scudo c'è un filo a piombo, simbolo di giustizia.
Questo stemma sostituisce la variante in precedenza con la conchiglia che era stato in uso dopo l'indipendenza.

## Stemmi storici

Stemma del Capo Verde portoghese dall'8 maggio 1935 all'11 giugno 1951
Stemma del Capo Verde portoghese dall'11 giugno 1951 al 5 luglio 1975
Piccolo stemma dall'8 maggio 1935 al 5 luglio 1975
Stemma di Capo Verde dal 5 luglio 1975 al 22 settembre 1992